# Anomis regalissima
Anomis regalissima là một loài bướm đêm trong họ Erebidae.